# Бистрица (Витошка)
Вижте пояснителната страница за други значения на Бистрица.
Бистрица, или Витошка Бистрица (известна още като Бистришка река, Стара река и Гъбешница) е река в Западна България, област София, ляв приток на река Искър. Дължината ѝ е около 12 km.
Река Бистрица води началото си от високите източни дялове на Витоша, на надморска височина 2088 m. Тя е една от най-високо извиращите реки на Витоша след Струма, Боянската и Владайската реа. Съставена е от три начални потока отводняващи района между върховете Голям Купен, Скопарник, Голям Резен и местността Голямата грамада. Реката тече в североизточна посока и пресича изцяло територията на биосферния резерват „Бистришко бранище“ в красива гориста долина, характерна с каменни реки, сипеи и върхове-грамади, след което образува малкият и живописен водопад Самоковището, обявен за природна забележителност. В горното си течение е известна с името Стара река. Минава през село Бистрица в северните покрайнини на едноименната котловина в подножието на Витоша, където приема левия си приток Янчовска река, и оттам до водослива с десните си притоци Малидолска и Лева река в местността Клисурковец носи името Гъбешница. В долното си течение до Панчарево реката приема няколко по-малки потока, отводняващи местности от Бистришкото и Кокалянско землище, а допълнително очарование на долината придават няколкото баражи, изградени в тази част от речното корито. Река Бистрица се влива в Искър в Панчаревското езеро на 600 метра надморска височина.
По течението на реката са разположени 2 села в Столична община: Бистрица и Панчарево.
Основни притоци: → ляв приток, ← десен приток
- → Янчовска река
- ← Мали дол
- ← Лева река
- → Джерджов дол
- ← Гушав дол

## Топографска карта
- Лист от карта K-34-59. Мащаб: 1 : 100 000.